# Donald Byrd
Donald Byrd (Detroit, 9 de diciembre de 1932 - Dover, 4 de febrero de 2013) fue un trompetista y educador estadounidense de jazz y jazz funk.

## Biografía
Donaldson Toussaint L'Ouverture Byrd II, más conocido como Donald Byrd era hijo de un músico amateur. Byrd era ya un trompetista solvente al finalizar su High School -había tocado con Lionel Hampton-, pero tuvo que interrumpir sus estudios musicales en la Wayne State University para hacer el servicio militar, durante el cual formó parte de la banda de la Fuerza Aérea. A su vuelta, Byrd ingresa en la Manhattan School of Music de Nueva York, al tiempo que se convierte en el trompetista favorito de los ingenieros del prestigioso sello Prestige, de 1956 a 1958, período en el que, además, graba para Riverside Records y Blue Note.
A este período se remontan sus colaboraciones con George Wallington (1955), Art Blakey (1956), Gigi Gryce (1957) y otros gigantes como Max Roach, Sonny Rollins, o John Coltrane. En 1958 firma con Blue Note Records, y desde ese año hasta 1961 lidera un proyecto común junto a Pepper Adams, un quinteto que graba At The Half Note Café, un disco en directo en dos volúmenes, editados por Blue Note.
En 1963 viaja a Europa para estudiar composición. A su vuelta a Estados Unidos focaliza su carrera en su actividad como educador, trabajando en el instituto Rutgers, el Hampton Institute, la Howard University, y (tras licenciarse en derecho en 1976), en la North Carolina Central University. Al mismo tiempo, Byrd sigue grabando: en 1963 había registrado A New Perspective, un disco clásico que incluía el hit "Cristo Redentor" y que incorporaba como novedad arreglos de coros de gospel. Hasta 1967 Byrd edita un buen número de álbumes con Blue Note Records, pero entonces comienza a distanciarse del jazz acústico con giros bop típico de la Costa Este a dirigir su atención al sonido más funky de la Costa Oeste, que estaba siendo popularizado por The Crusaders. En esa época comienza su interés por el estudio de la música africana, inspirado en parte por los movimientos de reivindicación de la época, y observa con atención el viraje que estaba sufriendo la música de Miles Davis, en busca de una nueva audiencia más joven. En 1969 graba Fancy Free, con piano eléctrico y guitarras, y a partir de 1970 su música se torna decididamente más comercial. Desde "Black Byrd" (1972) los hermanos Larry y Fonce Mizell se encargan de la producción, composición y otras tareas de apoyo en los álbumes de Byrd. El disco fue rechazado por buena parte de la comunidad de críticos, pero a pesar de ello resultó un éxito, siendo el álbum más vendido en la historia de la Blue Note. A raíz de ello, Byrd forma un grupo con sus mejores estudiantes de la Howard University, al que bautiza precisamente como the Blackbyrds, y con el que edita diversos trabajos a lo largo de la década del los 70s con toda la influencia del funk y adornado con preciosos arreglos de cuerdas. Antes de dejar Blue Note Records en 1978, Byrd estaba publicando una serie de álbumes fuertemente influenciados por la música de baile de bandas como Earth Wind & Fire, The Ohio Players o the Brothers Johnson.
Tras la ruptura con Blue Note Records y con los hermanos Mizell, Byrd firma con Elektra Records para continuar editando una serie de álbumes menores en el período 1978-1983. Pasa unos años alejado de los estudios de grabación, en parte por problemas de salud, en parte por su dedicación a la enseñanza, pero a finales de la década vuelve al hard bop de sus inicios en diferentes sesiones para Landmark Records. Participa en el proyecto "Jazzmatazz" de Guru, y con la llegada del movimiento "jazz-rap" y del acid jazz británico, sus álbumes de los 70 conocen un nuevo período de esplendor. Mientras tanto, Byrd continuó dedicado a sus tareas como educador hasta la fecha de su muerte el 4 de febrero de 2013.

## Valoración y estilo
Un verdadero maestro de la trompeta conocido por su exuberante sonido, su perfecta articulación y un talento especial para la melodía, Byrd se convirtió en el trompetista de hard bop más importante tras el desgraciado accidente que costó la vida a su princicpal rival, Clifford Brown, en 1956. Su música ha viajado a través de diversos ámbitos estilísticos a lo largo de una prolífica carrera, desde el hard bop de su "Byrd in flight" (1960) hasta el soul-jazz de "Blackbyrd" (1972) o el jazz fusion de "Electric Byrd" (1969). Fascinado por la música que Miles Davis estaba produciendo en esa época, la distintiva fusión de Byrd -con la inestimable ayuda de los hermanos Mizell- suponía un alejamiento de los cánones de Davis, haciéndola más asequible y comercial, y ganando con ello una aceptación más amplia entre el público joven a la vez que le granjeaba el desprecio de cierto sector de la crítica. A pesar de ello, Donald Byrd es, junto a Lee Morgan, Freddie Hubbard, Kenny Dorham o el mismo Clifford Brown, uno de los más importantes trompetistas de jazz de la historia.

## Discografía

### Como líder
- Off to the Races (1958), Blue Note
- Byrd in Hand (1959), Blue Note
- Fuego (1959), Blue Note
- Byrd in Flight (1960), Blue Note
- At the Half Note Cafe (1960), Blue Note
- Motor City Scene - with Pepper Adams (1960), Bethlehem Records
- Chant (1961), Blue Note
- The Cat Walk (1961), Blue Note
- Royal Flush (1961), Blue Note
- Free Form (1961), Blue Note
- A New Perspective (1963), Blue Note
- Up with Donald Byrd (1964), Verve Records|Verve
- I'm Tryin' to Get Home (1964), Blue Note
- Mustang! (1966), Blue Note
- Blackjack (1967), Blue Note
- Slow Drag (1967), Blue Note
- The Creeper (1967), Blue Note
- Fancy Free (1969) Blue Note
- Electric Byrd (1969-70), Blue Note
- Kofi (1969), Blue Note
- Ethiopian Knights (1971), Blue Note
- Black Byrd (1972), Blue Note
- Street Lady (1973), Blue Note
- Stepping into Tomorrow (1974), Blue Note
- Places and Spaces (1975), Blue Note
- Caricatures (1976), Blue Note
- Thank You... for F.U.M.L. (Funking Up My Life) (1978), Elektra
- Love Byrd (1981), Elektra
- Words, Sounds, Colors and Shapes (1983) Landmark
- Harlem Blues (1987), Landmark
- Getting Down to Business (1989), Landmark
- A City Called Heaven (1991), Landmark
- Touchstone (2000)
- The Transition Sessions (2002)

### Como músico de sesión
- 1955 Kenny Clarke - Bohemia After Dark
- 1955 Cannonball Adderley - Discoveries
- 1955 Oscar Pettiford - Another One
- 1955 Hank Jones - Quartet-Quintet
- 1955 Hank Jones - Bluebird - un tema
- 1955 Ernie Wilkins - Top Brass
- 1956 George Wallington - Jazz for the Carriage Trade
- 1956 Jackie McLean - Lights Out!
- 1956 Hank Mobley - The Jazz Message of Hank Mobley
- 1956 Kenny Clarke - Klook's Clique
- 1956 Art Blakey - The Jazz Messengers
- 1956 Rita Reys - The Cool Voice of Rita Reys
- 1956 Elmo Hope - Informal Jazz
- 1956 Phil Woods - Pairing Off
- 1956 Jackie McLean - 4, 5 and 6
- 1956 Gene Ammons - Jammin' with Gene
- 1956 Horace Silver - Silver's Blue
- 1956 Hank Mobley - Mobley's Message
- 1956 Hank Mobley - Jazz Message #2
- 1956 Art Farmer - 2 Trumpets
- 1956 Paul Chambers - Whims of Chambers
- 1956 Phil Woods/Donald Byrd - The Young Bloods
- 1956 Horace Silver - 6 Pieces of Silver
- 1956 Hank Mobley - Hank Mobley Sextet
- 1956 Doug Watkins - Watkins at Large
- 1956 Sonny Rollins - Sonny Rollins, Vol. 1
- 1956 Kenny Burrell - All Night Long
- 1957 Kenny Burrell - All Day Long
- 1957 Gigi Gryce/Donald Byrd - Jazz Lab
- 1957 Art Farmer/Donald Byrd/Idrees Sulieman - Three Trumpets
- 1957 Lou Donaldson - Wailing with Lou
- 1957 Jimmy Smith - A Date with Jimmy Smith Volume One
- 1957 Art Taylor - Taylor Wailer's
- 1957 Gigi Gryce - Gigi Gryce and The Jazz Lab Quintet
- 1957 George Wallington - The New York Scene
- 1957 VVAA - American Jazzmen Play Andre Hodeir's Essais
- 1957 Kenny Burrell/Jimmy Raney - 2 Guitars
- 1957 Kenny Drew - This is New
- 1957 Hank Mobley - Hank
- 1957 Paul Chambers - Paul Chambers Quintet
- 1957 The Gigi Gryce/Donald Byrd Jazz Lab - At Newport -
- 1957 Gigi Gryce/Donald Byrd - New Formulas from the Jazz Lab
- 1957 Gigi Gryce/Donald Byrd - Modern Jazz Perspective
- 1957 Sonny Clark - Sonny's Crib
- 1957 John Jenkins - Star Eyes
- 1957 Oscar Pettiford - Winner's Circle
- 1957 George Wallington - Jazz at Hotchkiss
- 1957 Red Garland - All Mornin' Long
- 1957 Red Garland - Soul Junction
- 1957 Red Garland - High Pressure
- 1957 Lou Donaldson - Lou Takes Off
- 1958 John Coltrane - Lush Life - un tema
- 1958 John Coltrane - The Believer - dos temas
- 1958 John Coltrane - The Last Trane - dos temas
- 1958 Johnny Griffin - Johnny Griffin Sextet
- 1958 Pepper Adams - 10 to 4 at the 5 Spot
- 1958 John Coltrane - Black Pearls
- 1958 Michel Legrand - Legrand Jazz
- 1958 Dizzy Reece - Blues in Trinity
- 1958 Art Blakey - Holiday for Skins
- 1958 Jim Timmens - Gilbert and Sullivan Revisited
- 1959 Jackie McLean - Jackie's Bag
- 1959 Thelonious Monk - The Thelonious Monk Orchestra at Town Hall
- 1959 Chris Connor - Ballads of the Sad Cafe
- 1959 Sonny Clark - My Conception
- 1959 Manny Albam/Teo Macero - Something New, Something Blue
- 1959 Jackie McLean - Vertigo
- 1959 Jackie McLean - New Soil
- 1959 Walter Davis Jr. - Davis Cup
- 1961 Pepper Adams - Out of This World
- 1962 Duke Pearson - Hush!
- 1963 Hank Mobley - No Room for Squares
- 1963 Hank Mobley - Straight No Filter - editado en 1986
- 1963 Hank Mobley - The Turnaround
- 1963 Jimmy Heath - Swamp Seed
- 1963 Herbie Hancock - My Point of View
- 1964 Dexter Gordon - One Flight Up
- 1964 Cal Tjader - Soul Sauce
- 1964 Duke Pearson - Wahoo!
- 1965 Dexter Gordon - Ladybird
- 1965 Wes Montgomery - Goin' Out of My Head
- 1967 Stanley Turrentine - A Bluish Bag
- 1967 Sam Rivers - Dimensions & Extensions
- 1967 Hank Mobley - Far Away Lands
- 1977 Gene Harris - Tone Tantrums
- 1978 Sonny Rollins - Don't Stop the Carnival (album)|Don't Stop the Carnival
- 1993 Guru - Jazzmatazz, Vol. 1
- 1995 Guru - Guru's Jazzmatazz, Vol. 2: The New Reality